# 第比利斯市长

图中人物是迪米特里·基皮亚尼王子，曾任第比利斯市市长

第比利斯市长（თბილისის_მერი），是格鲁吉亚首都第比利斯政府的主要负责人。2005年之前，第比利斯市长由政府委派。2005年后，改为选举产生。格奥尔基·乌古拉瓦为首任民选市长。

## 历任市长（1991年—）
- 塔马兹·瓦沙泽 1991年10月2日-1992年1月6日
- 奥塔尔·利塔尼什维利 1992年1月6日-1993年1月21日
- 康斯坦丁·加巴什维利 1993年1月21日-1993年10月16日
- 尼科洛兹·列基什维利 1993年10月16日-1995年12月8日
- 巴德里·绍希泰什维利 1995年12月8日-1998年8月8日
- 瓦诺·佐杰拉瓦 1998年8月10日-2004年4月19日
- 祖拉布·恰别拉什维利 2004年4月19日-2005年7月12日
- 格奥尔基·乌古拉瓦 2005年7月12日-2013年12月22日
- 谢夫季亚·乌格列赫利泽（代理） 2013年12月22日-2014年8月2日
- 达维德·纳尔马尼亚 2014年8月2日-2017年11月13日
- 卡哈别尔·卡拉泽 2017年11月13日-今